# 屯田兵予備兵条例
屯田兵予備兵条例（とんでんへいよびへいじょうれい、明治10年開拓使第16号達）は、屯田予備兵を置くために、1877年（明治10年） 12月28日に制定された開拓使達である。1881年（明治14年）に屯田予備兵とともに廃止された。全13条。
第1条に、屯田予備兵の性格を要約する。
「屯田予備兵は平素自家に在って産業を営み、戦時あるいは非常の節に臨時召集し、屯田兵に加え服役させる。もっとも、毎年十二月より翌年四月までの内便宜の地に召集しその技を演習させるべし。」（現代語訳）

## 編制
屯田予備兵の定数は一大隊である（第2条）。条例内に人数は書かれていない。平時の予備兵には士官がつかず、兵士の管理は地方庁が行なう（第4条）。

## 兵員資格と募集
屯田予備兵の募集に際しては、兵役に堪えるという以外に年齢等の制限を設けない（第3条）。陸軍徴兵に相当する者は除く（第2条）。定員に欠員が生じたときに開拓使管内で募集し補充する（第2条）。開拓使管内とは、渡島半島の西部を除く北海道である。ここに欠員補充の規定しかないのは、西南戦争で臨時に編成された屯田予備兵が、そのままこの条例下の予備兵になることが予定されていたためであろう。

## 退役と旅行・転居
予備兵に服役の年限はない。老衰疾病又はやむをえない事故があって免役を願い出る者のためには（第10条）、親戚が屯田本部に願い出る。服役中に死亡した者は、親戚が屯田本部に届け出る（第12条）。官途に採用された者は、その筋を経て屯田本部に届け出る（第11条）。
予備兵の旅行には管轄庁の許可が必要で、屯田本部に届け出る（第8条）。転籍、転居の際にも届け出る（第9条）。

## 演習
年一回の演習の期日は、屯田本部が十日前までに布達する。演習中は日給が与えられ、食糧被服もすべて官給である（第7条）。
なお、条文にはないが、武器も官給である。演習中と動員時にのみ貸与され、兵士の自宅には備えられなかった。この点は自宅に銃を置いた屯田兵と異なる。